# Sh2-213
Sh2-213 est une petite nébuleuse en émission visible dans la constellation de Persée.
Elle est identifiée dans la partie orientale de la constellation, à environ 2° au sud de l'étoile d Persei, au sein du petit amas ouvert Berkeley 11. La période la plus appropriée pour son observation dans le ciel du soir tombe entre les mois de septembre et février et elle est considérablement facilitée pour les observateurs situés dans les régions de l'hémisphère boréal où elle se produit circumpolaire jusqu'aux régions tempérées chaudes.
C'est une petite région HII située sur le bras de Persée à une distance d'environ 2 100 pc (∼6 850 al). Elle est située à l'intérieur de Berkeley 11, un amas ouvert plutôt compact formé de quelques dizaines d'étoiles jeunes, dont l'âge est estimé à environ 30 millions d'années. Sh2-213 apparaît associée à une étoile de classe spectrale B4 et constitue probablement une faible sphère de Strömgren autour d'elle. Les estimations basées sur les émissions CO ont plutôt indiqué une distance de 5 800 parsecs (près de 17 300 années-lumière), portant ainsi ce nuage bien au-delà de Berkeley 11, sur le bras du Cygne.